# ジェームズ・ガンドルフィーニ
ジェームズ・ジョゼフ・ガンドルフィーニ・ジュニア（James Joseph Gandolfini Jr., 1961年9月18日 - 2013年6月19日）は、アメリカ合衆国の俳優。ジェームズ・ギャンドルフィーニとも表記される。

## 来歴
ニュージャージー州出身。身長185センチ、体重120キロと大柄。ラトガース大学を卒業後、ニューヨークの舞台でキャリアを積む。
ブロードウェイ・デビューは1992年のジェシカ・ラング主演『欲望という名の電車』。また同年、『刑事エデン/追跡者』で殺人の容疑者になるイタリア系のチンピラ役で映画デビュー（彼自身もイタリア系である）。
『トゥルー・ロマンス』で注目されて以降、多数の話題作に主に悪役で出演する。『ザ・メキシカン』への出演は共演のジュリア・ロバーツからの推薦によるもの。
1999年から放送されたテレビドラマ『ザ・ソプラノズ 哀愁のマフィア』の主人公トニー役が絶賛され、エミー賞（3回）、ゴールデングローブ賞、俳優組合賞などで主演男優賞を受賞。
2013年6月19日、イタリア・シチリアのタオルミーナで開催される第59回タオルミーナ映画祭に出席するため滞在していたローマで心臓発作のため51歳で急死した。死後に公開された『おとなの恋には嘘がある』で第20回全米映画俳優組合賞助演男優賞をはじめ、様々な映画賞にノミネートされ、第34回ボストン映画批評家協会賞では助演男優賞を受賞した。

## 私生活
1999年に結婚し、男児が誕生するが、2002年12月に離婚。2年後、映画監督助手のローラ・ソモーザと婚約した。しかし翌年婚約解消が報道された。2008年には元モデルのデボラ・リンと婚約した。息子のマイケル・ガンドルフィーニも俳優になり、2021年に『ザ・ソプラノズ 哀愁のマフィア』の前日譚にあたる映画『ソプラノズ ニューアークに舞い降りたマフィアたち』で彼が演じたトニー・ソプラノの青年時代を演じた。サックスの演奏が特技。

## 出演

### 映画
| 公開年 | 邦題 原題                                                                            | 役名                           | 備考                                         |
| ------ | ------------------------------------------------------------------------------------ | ------------------------------ | -------------------------------------------- |
| 1991   | ラスト・ボーイスカウト The Last Boy Scout                                            |                                | クレジットなし                               |
| 1992   | 刑事エデン/追跡者 A Stranger Among Us                                                | トニー                         |                                              |
| 1993   | ビッグ・マネー・ブルース Money for Nothing                                           | ビリー・コイル                 | 日本劇場未公開                               |
| 1993   | トゥルー・ロマンス True Romance                                                      | ヴァージル                     |                                              |
| 1993   | 最高の恋人 Mr. Wonderful                                                             | マイク                         |                                              |
| 1994   | 愛に気づけば… Angie                                                                  | ヴィニー                       |                                              |
| 1994   | ターミナル・ベロシティ Terminal Velocity                                             | ベン・ピンクウォーター         |                                              |
| 1995   | アメリカの贈りもの Le nouveau monde                                                  | ビル                           |                                              |
| 1995   | クリムゾン・タイド Crimson Tide                                                      | ボビー・ドガーティ大尉         |                                              |
| 1996   | ゲット・ショーティ Get Shorty                                                        | ベアー                         |                                              |
| 1996   | 陪審員 The Juror                                                                     | エディ                         |                                              |
| 1996   | NY検事局 Night Falls on Manhattan                                                    | ジョーイ                       |                                              |
| 1997   | シーズ・ソー・ラヴリー She's So Lovely                                               | キーファー                     |                                              |
| 1997   | 12人の怒れる男 評決の行方 12 Angry Men                                               | 陪審員6番                      | テレビ映画                                   |
| 1997   | ペルディータ Perdita Durango                                                         | ウッディ                       |                                              |
| 1997   | 真夜中のサバナ Midnight in the Garden of Good and Evil                               |                                | クレジットなし                               |
| 1998   | 悪魔を憐れむ歌 Fallen                                                                | ルー                           |                                              |
| 1998   | マイ・フレンド・メモリー The Mighty                                                  | ケニー・ケイン                 |                                              |
| 1998   | シビル・アクション A Civil Action                                                    | アル・ラヴ                     |                                              |
| 1999   | 8mm 8mm                                                                              | エディ・ポール                 |                                              |
| 2001   | ザ・メキシカン The Mexican                                                           | ウィンストン                   |                                              |
| 2001   | バーバー The Man Who Wasn't There                                                    | ビッグ・デイヴ・ブリュースター |                                              |
| 2002   | ラスト・キャッスル The Last Castle                                                   | ウインター大佐                 |                                              |
| 2004   | 恋のクリスマス大作戦 Surviving Christmas                                             | トム・ヴァルコ                 | 日本劇場未公開                               |
| 2006   | ロスト・ストーリー Lonely Hearts                                                     | チャールズ・ヒルダーブラント   | 日本劇場未公開                               |
| 2006   | オール・ザ・キングスメン All the King's Men                                          | タイニー・ダフィ               |                                              |
| 2007   | ロンリーハート Lonely Hearts                                                         | チャールズ・ヒルダーブランド   |                                              |
| 2009   | サブウェイ123 激突 The Taking of Pelham 1 2 3                                        | ニューヨーク市長               |                                              |
| 2009   | かいじゅうたちのいるところ Where the Wild Things Are                                 | キャロル                       | 声の出演                                     |
| 2009   | みんなのしらないセンダック Tell Them Anything You Want: A Portrait of Maurice Sendak | 本人役                         |                                              |
| 2010   | クリステン・スチュワート ロストガール Welcome to the Rileys                          | ダグ・ライリー                 | 日本劇場未公開                               |
| 2011   | 天使の処刑人 バイオレット&デイジー Violet & Daisy                                    | マイケル                       |                                              |
| 2012   | ジャッキー・コーガン Killing Them Softly                                             | ミッキー                       |                                              |
| 2012   | ゼロ・ダーク・サーティ Zero Dark Thirty                                              | レオン・パネッタ               |                                              |
| 2013   | 俺たちスーパーマジシャン The Incredible Burt Wonderstone                             | ダグ・ムーニー                 |                                              |
| 2013   | Nicky Deuce                                                                          | Bobby Eggs                     | テレビ映画                                   |
| 2013   | おとなの恋には嘘がある Enough Said                                                   | アルバート                     | 第34回ボストン映画批評家協会賞助演男優賞受賞 |
| 2014   | クライム・ヒート The Drop                                                            | カズン・マーヴ                 | 遺作 日本劇場未公開                          |

### テレビシリーズ
| 放映年    | 邦題 原題                                  | 役名             | 備考 |
| --------- | ------------------------------------------ | ---------------- | ---- |
| 1999-2007 | ザ・ソプラノズ 哀愁のマフィア The Sopranos | トニー・ソプラノ | 主演 |

### CM
- アメリカン航空（2007年）